# Г'юї Фергюсон
Г'юї Фергюсон (англ. Hughie Ferguson; 2 березня 1898, Глазго, Шотландія — 9 січня 1930, Данді) — шотландський футболіст, що грав на позиції нападника.
Виступав, зокрема, за клуби «Мотервелл» та «Кардіфф Сіті».
Володар кубка Англії. Володар Суперкубка Англії з футболу.

## Ігрова кар'єра
У дорослому футболі дебютував 1916 року виступами за команду клубу «Мотервелл», в якій провів дев'ять сезонів, взявши участь у 288 матчах чемпіонату. Більшість часу, проведеного у складі «Мотервелла», був основним гравцем атакувальної ланки команди. У складі «Мотервелла» був одним з головних бомбардирів команди, маючи середню результативність на рівні 0,99 гола за гру першості.
Своєю грою за цю команду привернув увагу представників тренерського штабу клубу «Кардіфф Сіті», до складу якого приєднався 1925 року. Відіграв за валійську команду наступні чотири сезони своєї ігрової кар'єри. Граючи у складі «Кардіфф Сіті» також здебільшого виходив на поле в основному складі команди. В новому клубі був серед найкращих голеодорів, відзначаючись забитим голом в середньому щонайменше у кожних двох з трьох ігор чемпіонату. За цей час виборов титул володаря Кубка Англії, ставав володарем Суперкубка Англії з футболу.
Останнім місцем футбольної кар'єри був клуб «Данді», за команду якого виступав протягом 1929—1930 років.
Помер 9 січня 1930 року на 32-му році життя у місті Данді — гравець, який на той час певний час мав депресію, скоїв самогубство, отруївшись газом після одного з тренувань.

## Досягнення
- Володар кубка Англії:

«Кардіфф Сіті»: 1926–27
- Володар Суперкубка Англії з футболу:

«Кардіфф Сіті»: 1927